# Lycarion
Lycarion — вимерлий рід хижоморфних ссавців. Скам'янілості знайдено в таких країнах: США (Колорадо, Вайомінг). Описано такі види: Lycarion medius.